# George Lawrence Price
George Lawrence Price (15. prosince 1892 Falmouth – 11. listopadu 1918 Ville-sur-Haine) byl kanadský vojín. Je pokládán za posledního vojáka Britského impéria padlého v první světové válce.

## Mládí
Price se narodil ve Falmouthu v provincii Nové Skotsko a vyrůstal v Port Williams. Byl třetím dítětem Jamese Ephraima a Annie Rose (Stephens) Priceových. V dospělosti se přestěhoval do Moose Jaw v Saskatchewanu, kde byl 15. října 1917 odveden do armády. Sloužil u roty „A“ 28. praporu Kanadského expedičního sboru (CEF).

## 11. listopad 1918
K útoku na německé pozice byl v tento den vybrán 28. a 31. prapor 6. kanadské pěší brigády. 28. prapor měl dle rozkazu postupovat z Frameries (jižně od Monsu), pokračovat do vesnice Havre a zajistit všechny mosty na Canal du Centre. Prapor započal útok ve 4:00 ráno a postupoval rychle vpřed, prorazil slabě bráněné německé pozice a v 9:00 dorazil ke kanálu naproti Ville-sur-Haine; zde jednotka obdržela zprávu, že v 11:00 vstoupí v platnost dohoda o německé kapitulaci. Price a jeho spolubojovník Art Goodmurphy se obávali, že jejich stanoviště na nechráněném břehu kanálu může být vystaveno německé palbě z domů na opačné straně. Podle Goodmurphyho se proto rozhodli z vlastní iniciativy utvořit pětičlennou hlídku, která přešla po mostě a začala prohledávat domy. V jedné ze staveb objevili německé vojáky, kteří připravovali své kulomety k palbě přes kanál. Němci začali na hlídku střílet, ale Kanaďané byli chráněni cihlovými zdmi jednoho z domů. Vědomi si toho, že byli objeveni a obklíčeni, začali Němci ustupovat. Během boje George Price vyšel z domu na ulici a byl těžce raněn po výstřelu německého odstřelovače. Byl odnesen do jednoho z domů a ošetřen mladou belgickou zdravotní sestrou, ale o okamžik později zemřel, a to pouhé dvě minuty před definitivním ukončením bojů na západní frontě

## Po jeho smrti

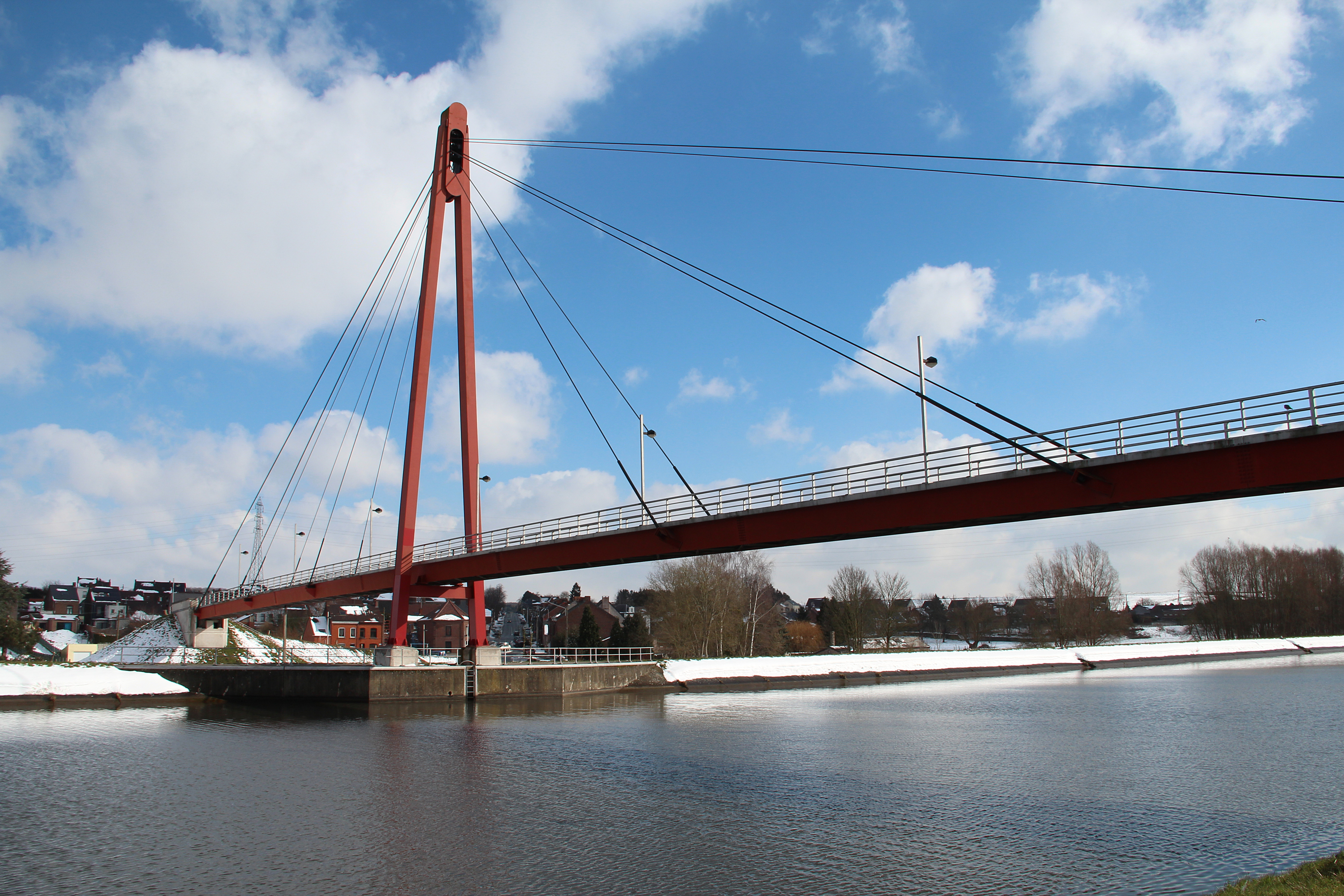
Most George Price ve Ville-sur-Haine

Price byl původně pohřben na starém hřbitově v Havru, a potom bylo jeho tělo exhumováno a umístěno na vojenský hřbitov St Symphorien jihovýchodně od Monsu. Shodou okolností je to také místo posledního odpočinku Johna Parra, jenž je pokládán za prvního zabitého britského vojáka v první světové válce, a George Edwina Ellisona, posledního padlého vojáka z britských ostrovů.
V roce 1968, v den 50. výročí jeho smrti a ukončení bojů na západní frontě, se zbývající členové jeho roty setkali ve Ville-sur-Haine a na zeď domu poblíž místa jeho skonu byla umístěna pamětní deska s nápisem v angličtině a francouzštině.
Tento dům byl později zbourán, ale deska byla přemístěna na pomník poblíž zaniklé budovy.
V roce 1991 obec Ville-sur-Haine postavilo novou pěší lávku přes přilehlý Canal du Centre. Po proběhlém hlasování byl most oficiálně pojmenován Most George Price (francouzsky Passerelle George Price). Byla po něm pojmenována i místní škola.
Dne 10. listopadu 2018 se kanadská generální guvernérka Julie Payette spolu s dalšími hodnostáři zúčastnila odhalení Priceova památníku ve tvaru slzy, který se nachází ve Ville-sur-Haine.